# Trefusia axonolaimoides
Trefusia axonolaimoides är en rundmaskart som beskrevs av Allgen 1959. Trefusia axonolaimoides ingår i släktet Trefusia och familjen Trefusiidae. Inga underarter finns listade i Catalogue of Life.